# Ferris (Texas)
Pour les articles homonymes, voir Ferris.
La ville de Ferris est située dans les comtés de Dallas et Ellis, dans l’État du Texas, aux États-Unis. Sa population s’élevait à 2 436 habitants lors du recensement de 2010, estimée à 2 573 habitants en 2016.

## Source
- (en) Cet article est partiellement ou en totalité issu de l’article de Wikipédia en anglais intitulé « Ferris, Texas » (voir la liste des auteurs).